# Корвин, Чарльз
Чарльз Корвин (англ. Charles Korvin), имя при рождении Геза Карпати (венг. Géza Kárpáthi, 21 ноября 1907 — 18 июня 1998) — голливудский актёр венгерского происхождения, известный по ролям в американских фильмах и телесериалах 1940—1970-х годов.
За время своей кинокарьеры Корвин сыграл в таких памятных фильмах, как «Входит Арсен Люпен» (1944), «Эта любовь — наша» (1945), «Искушение» (1946), «Берлинский экспресс» (1948), «Убийца, запугавший Нью-Йорк» (1950), «Лидия Бейли» (1952), «Дикая ярость Тарзана» (1952), «Сангари» (1953) и «Корабль дураков» (1965).
Он также много работал на телевидении, в частности, у него были постоянные роли в сериалах «Зорро» (1958), «Запрос Интерпола» (1959—1960) и «Холокост» (1978).

## Ранние годы жизни и театральная карьера
Мистер Корвин родился 21 ноября 1907 года в Пьештяни, Королевство Венгрия (ныне — Словакия), его имя при рождении Геза Карпати. Он получил образование в Сорбонне в Париже, где после окончания учёбы проработал в течение 10 лет фотографом и кинематографистом, поставив, в частности, короткометражный документальный фильм «Сердце Испании» для канадского телеканала CBC в 1937 году.
В 1940 году Корвин переехал в США, где изучал актёрское мастерство в «Театре Бартер» (англ.  Barter Theater) в Абингдоне, штат Виргиния. В 1943 году под именем Геза Корвин он дебютировал на Бродвее в спектакле «Тёмные глаза» (1943), который имел немалый успех. На игру Корвина обратил внимание продюсер Чарльз К. Фельдман (англ. Charles K. Feldman). Заметив в актёре звёздный потенциал, Фельдман взял его с собой в Голливуд, где тот заключил контракт со студией Universal Studios.
Более чем 20 лет спустя, в 1965—1967 годах Корвин снова появился на Бродвее, сыграв в чрезвычайно успешном спектакле «Босиком в парке» (1965—1967).

## Голливудская карьера
Взяв имя Чарльз Корвин, он дебютировал в Голливуде в заглавной роли изобретательного французского вора-джентльмена в фильме нуар «Введите Арсена Люпена» (1944), где его партнёршей была Элла Рейнс.
Год спустя Корвин сыграл главную мужскую роль в романтической мелодраме с участием Мерл Оберон «Эта любовь — наша» (1945). Затем последовал исторический фильм нуар «Искушение» (1946), где он сыграл египетского интригана и ловеласа, который подбивает свою любовницу (её снова играет Оберон) убить мужа ради денег. Фильм получил сдержанные отзывы критики. Обозреватель «Нью-Йорк таймс» Босли Краузер назвал его «скучным и вялым», отметив, что для того «чтобы разжечь драматический огонь, требуется нечто большее, чем Чарльз Корвин, актёр с гранитным подбородком из Франции, который играет обходительного любовника Оберон и её соучастника по преступному плану». В рецензии журнала Variety было отмечено, что «Корвину в роли египетского распутника в комплекте с феской и банальной романтической болтовнёй не хватает лоска и внутренней уверенности, кроме того, слишком часто он прикрывает поверхностной улыбкой свою разбивающую чужое сердце жестокость». В 1947 году Universal разорвала контракт с Корвином после того, как тот отказался от роли злодея в фильме нуар «Паутина» (1947). В дальнейшем актёр работал независимо на таких студиях, как Columbia Pictures, Paramount Pictures и 20th Century Fox.
В послевоенном фильме нуар студии RKO Pictures «Берлинский экспресс» (1948), Корвин в третий раз сыграл с Оберон, на этот раз представ в образе бывшего члена Французского сопротивления, который оказывается вражеским диверсантом и гибнет в финале картины. Два года спустя студия Columbia Pictures выпустила фильм нуар «Убийца, запугавший Нью-Йорк» (1950), в котором Корвин сыграл роль неверного мужа-пианиста и контрабандиста бриллиантов, жена которого (Эвелин Кейс) прибывает в нелегальным грузом в Нью-Йорк, заразившись на Кубе оспой. Фильм получил высокие оценки критики за создание напряжённой атмосферы и хорошую игру Кейс. Как, в частности, написал Краузер, «Кейс в роли переносчицы оспы в бегах демонстрирует огромное беспокойство и отчаяние,… а Корвин обычен в роли нехорошего мужа леди, который пытается от неё избавиться».
В 1952 году Корвин сыграл преступного русского агента Рокова в приключенческом фильме RKO Pictures «Дикая ярость Тарзана» (1952) с Лексом Баркером в заглавной роли. В том же году у Корвина была роль французского лейтенанта в исторической приключенческой мелодраме 20th Century Fox «Лидия Бейли» (1952) с Энн Фрэнсис в заглавной роли, а также роль главаря французских пиратов в исторической мелодраме категории В «Сангари» (1953) с Фернандо Ламасом в главной роли.
После этого в голливудской карьере Корвина наступил перерыв. По словам членов его семьи, в 1951 году актёр попал в чёрный список за отказ сотрудничать с Комитетом Палаты представителей по расследованию антиамериканской деятельности, в результате чего он фактически был лишён возможности работать в Голливуде в течение почти 10 лет. Вплоть до 1965 года Корвин сыграл в единственной картине, мрачной психологической драме «Буря» (1956) немецко-британского производства с Линдой Кристиан в главной роли, съёмки которой проходили в Испании.
В 1965 году режиссёр Стэнли Крамер пригласил Корвина на роль капитана корабля в свой фильм «Корабль дураков» (1965), социально-политическую драму с участием таких звёзд, как Вивьен Ли, Симона Синьоре и Ли Марвин. После этой картины Корвин снялся лишь в двух малозаметных фильмах — музыкальной комедии «Мужчина, который имел силу над женщинами» (1970) с Родом Тейлором и Кэрол Уайт, а также в комедийном криминальном триллере «Наизнанку» (1975) с Телли Саваласом, Джеймсом Мейсоном и Алдо Рэем.

## Карьера на телевидении
Начиная с 1949 года, Корвин стал работать на телевидении. Вплоть до завершения актёрской карьеры в 1978 году он сыграл в 88 эпизодах 29 различных телесериалов.
Как отмечено в биографии актёра на сайте AllMovie, «несмотря на его многочисленные появления в кино, свою самую запоминающуюся роль Корвин (хотя и без указания в титрах) сыграл в комедийном телесериале 1956 года „Молодожёны“, где в эпизоде под названием „Мама любит мамбо“ он предстал в продолжительной сцене в роли сексуального инструктора по мамбо».
В 1958 году Корвин сыграл главаря крупной банды по прозвищу Орёл в девяти эпизодах приключенческого телесериала «Зорро» (1957—1959), а в 1959—1960 годах исполнил главную роль инспектора Поля Дюваля в британском телевизионном криминальном экшн-триллере «Запрос Интерпола» (39 эпизодов).

## Актёрское амплуа и оценка творчества
Как отмечено в некрологе актёра в «Нью-Йорк Таймс», «обладая утонченной внешностью и европейским шармом, Чарльз Корвин, сделал карьеру, играя джентльменов-воров и мужей-донжуанов». В биографии актёра на AllMovie говорится, что «Корвин был наделён ослепительной красотой и глубоко посаженными глазами, поэтому неудивительно, что Голливуд надеялся превратить его в романтического героя… В большинстве своих фильмов Корвин, используя свой экзотический акцент, играл очаровательных негодяев». Историк кино Эд Стефен также пишет, что Корвин для разных студий сыграл немало ролей «злодея, вора и дамского угодника».

## Личная жизнь
Чарльз Корвин был женат трижды. С 1945 по 1955 год он был женат на Хелене Марии Фредрикс (англ. Helena Maria Fredricks), брак закончился разводом. Во второй раз он женился в 1956 году на Энн Корвин (англ. Anne Korvin). Брак закончился в 1986 году в связи со смертью жены. После этого Корвин женился в третий раз на Наташе Корвин (англ. Natasha Korvin). Этот брак сохранился до его смерти в 1998 году.
У Корвина были дома на Манхэттене и Клостерсе, Швейцария, где он проживал часть года с женой Энн на протяжении 25 лет. Там он любил кататься на лыжах, готовить и проводить время в кругу друзей. Он утверждал, что был последним танцевальным партнёром Греты Гарбо, которая иногда проживала в Клостерсе.
На момент смерти у Корвина остались жена Наташа, дочь Кэтрин и приёмный сын Эдвард Данцигер Корвин (англ. Edward Danziger Korvin), который стал музыкальным продюсером, а также трое внуков.

## Смерть
Чарльз Корвин скончался 18 июня 1998 года в больнице Ленокс-Хилл в Нью-Йорке в возрасте 90 лет.

## Фильмография
| Год        |    | Русское название                               | Оригинальное название             | Роль                                         |
| ---------- | -- | ---------------------------------------------- | --------------------------------- | -------------------------------------------- |
| 1944       | ф  | Входит Арсен Люпен                             | Enter Arsene Lupin                | Арсен Люпен                                  |
| 1945       | ф  | Эта любовь — наша                              | This Love of Ours                 | доктор Мишель Тузак                          |
| 1946       | ф  | Искушение                                      | Temptation                        | Махуд Баруди                                 |
| 1948       | ф  | Берлинский экспресс                            | Berlin Express                    | Перро                                        |
| 1949       | с  | Телетеатр «Шевроле»                            | The Chevrolet Tele-Theatre        | (1 эпизод)                                   |
| 1949       | с  | Серебряный театр                               | The Silver Theatre                | (1 эпизод)                                   |
| 1949       | с  | Саспенс                                        | Suspense                          | (1 эпизод)                                   |
| 1950       | ф  | Убийца, запугавший Нью-Йорк                    | The Killer That Stalked New York  | Мэтт Крейн                                   |
| 1950       | с  | Отбой                                          | Lights Out                        | (1 эпизод)                                   |
| 1950       | с  | В ловушке                                      | Trapped                           | (1 эпизод)                                   |
| 1950—1957  | с  | Студия 1                                       | Studio One                        | разные роли (7 эпизодов)                     |
| 1951       | с  | Театр «Старлайт»                               | Starlight Theatre                 | (1 эпизод)                                   |
| 1951       | с  | Шоу Кена Мюррея                                | The Ken Murray Show               | (1 эпизод)                                   |
| 1951       | с  | Часы                                           | The Clock                         | (1 эпизод)                                   |
| 1951       | с  | Сеть                                           | The Web                           | (1 эпизод)                                   |
| 1952       | ф  | Лидия Бэйли                                    | Lydia Bailey                      | полковник Габриель Дотремон                  |
| 1952       | ф  | Дикая ярость Тарзана                           | Tarzan's Savage Fury              | Роков, русский агент                         |
| 1953       | ф  | Сангари                                        | Sangaree                          | Феликс Паньоль                               |
| 1953       | с  | Театр «Филип Моррис»                           | The Philip Morris Playhouse       | (1 эпизод)                                   |
| 1953       | с  | Письмо к Лоретте                               | Letter to Loretta                 | разные роли (2 эпизода)                      |
| 1954       | с  | Театр «Корона» с Глорией Свансон               | Crown Theatre with Gloria Swanson | (1 эпизод)                                   |
| 1955       | с  | Час «Юнайтед Стейтс Стил»                      | The United States Steel Hour      | Генрих Бауэр (1 эпизод)                      |
| 1955 —1957 | с  | Кульминация                                    | Climax!                           | разные роли (2 эпизода)                      |
| 1956       | ф  | Буря                                           | Thunderstorm                      | Пабло Гардеа                                 |
| 1956       | с  | Сборник                                        | Omnibus                           | рассказчик (1 эпизод)                        |
| 1956       | с  | Новобрачные                                    | The Newlyweds                     | Карлос Санчес (1 эпизод, в титрах не указан) |
| 1957       | с  | Роберт Монтгомери представляет                 | Robert Montgomery Presents        | Руперт Ферран (1 эпизод)                     |
| 1957       | с  | Телевизионный театр «Форда»                    | The Ford Television Theatre       | Брюс Ван Клив (1 эпизод)                     |
| 1957       | с  | Студия 57                                      | Studio 57                         | (1 эпизод)                                   |
| 1957       | с  | Час «Алкоа»                                    | The Alcoa Hour                    | Фон Циммер (1 эпизод)                        |
| 1957       | с  | Миллионер                                      | The Millionaire                   | Антон Борман (1 эпизод)                      |
| 1957       | с  | Театр 90                                       | Playhouse 90                      | разные роли (2 эпизода)                      |
| 1958       | с  | Зорро                                          | Zorro                             | Хосе Себастьян Варга «Орёл» (6 эпизодов)     |
| 1959—1960  | с  | Запрос Интерпола                               | Interpol Calling                  | инспектор Поль Дюваль (39 эпизодов)          |
| 1965       | ф  | Корабль дураков                                | Ship of Fools                     | капитан Тиле                                 |
| 1965       | с  | ФБР                                            | The F.B.I.                        | разные роли (3 эпизода)                      |
| 1966       | с  | Я шпион                                        | I Spy                             | генерал Сурин (1 эпизод)                     |
| 1970       | ф  | Человек, который обладал властью над женщинами | The Man Who Had Power Over Women  | Альфред Феликс                               |
| 1975       | ф  | Наизнанку                                      | Inside Out                        | Питер Дольберг                               |
| 1978       | с  | Холокост                                       | Holocaust                         | доктор Кон (4 эпизода)                       |
| 1993       | тф | И тогда только силой                           | Dann eben mit Gewalt              |                                              |